# Corsiopsis chinensis
Corsiopsis chinensis D.X.Zhang, R.M.K.Saunders & C.M.Hu – gatunek myko-heterotroficznych roślin bezzieleniowych z monotypowego rodzaju Corsiopsis z rodziny korsjowatych, endemiczny dla powiatu Fengkai w prowincji Guangdong w południowych Chinach, gdzie zasiedla bogate w próchnicę gleby w gęstych lasach na wysokości od 100 do 700 m n.p.m. Nazwa naukowa rodzaju w języku łacińskim oznacza „podobny do Corsia”.

## Morfologia
PokrójDrobne, białe rośliny bezzieleniowe.
ŁodygaElipsoidalno-jajowate kłącze, o długości 12–15 mm i średnicy około 5 mm, z którego wyrasta pojedynczy pęd naziemny o długości do 6 cm.
LiścieRośliny tworzą naprzemianlegle kilka zredukowanych, jajowato-trójkątnych, błoniastych liści o długości do 7 mm.
KwiatyKwiat pojedynczy, jednopłciowy, wyrastający z wierzchołka pędu. Kwiaty wsparte jajowato-trójkątnym podkwiatkiem. Okwiat złożony z 6 białych listków, 3 zewnętrznych i 3 wewnętrznych. Listki zewnętrzne położone górno-bocznie. Górny listek eliptyczny, mieczowaty, o wymiarach około 1,3×1 cm, wzniesiony, pozbawiony zgrubienia u nasady. Listki wewnętrzne równowąskie, o długości do 6 cm. Kwiaty męskie z 6 pręcikami położonymi w dwóch okółkach. Kwiaty żeńskie z wydłużoną zalążnią, o siedzących, zrośniętych znamionach.
OwoceNie zaobserwowane.

## Systematyka
Pozycja systematyczna według Angiosperm Phylogeny Website (aktualizowany system APG IV z 2016)Należy do monotypowego rodzaju Corsiopsis z rodziny korsjowatych (Corsiaceae), w rzędzie liliowców (Liliales) zaliczanych do jednoliściennych (monocots).
Typ nomenklatorycznyHolotypem gatunku jest okaz zielnikowy zebrany 5 czerwca 1974 roku w powiecie Fengkai, przechowywany w zbiorach Południowochińskiego Ogrodu Botanicznego w Kantonie.